# سليمان بن قدور البوشيخي البكري
سلمان بن سليمان بن قدور البوشيخي البكري (1840 - 1883)، هو ثائر مغربي قاد ثورة على الاحتلال الفرنسي للمغرب والجزائر.

## ولادته
ولد عام 1840م بنواحي فجيج، من أبيه قدور بن الطيب وامه غنية بنت قدور. ينتمي إلى قبيلة أولاد سيدي الشيخ الذين يرتفعون بنسبهم إلى سيدنا ابي بكر الصديق رضي الله عنه. كان أبوه قدور بن الطيب من أعيان اولاد سيدي الشيخ الذين شهدوا أول معركة تقودهاهذه القبيلة والقبائل المتحالفة معها ضد الغزو الفرنسي للجنوب الشرقي المغربي وقد وقعت هذه المعركة بالمكان المسمى الشريعة في 2 مايو 1845م بنواحي البيض في الجنوب
الوهراني، وقد كان عم المترجم له الشيخ بن الطيب على رأس القبائل التي واجهت تقدم القوات الفرنسية التي كان يرأسها الجنرال «جيري» le general Gery . كما ترأس قدور بن الطيب- والد المترجم له - الوفد الذي ذهب إلى فاس لتقديم احتجاج أولاد سيدي الشيخ إلى السلطان أبو الفضل عبد الرحمان بن هشام ضد معاهدة «لالة مغنية»(18 مارس 1845م) الموقعة بين المغرب وفرنسا لترسيم الحدود بين الدولتي، والتياقتطعت أراضي قبيلة أولاد سيدي الشيخ وعرضتهم للترحيل القسري.

## نشأته ومساره
كان عمره خمس سنوات عندما انطلقت مقاومة أولاد سيدي الشيخ بزعامة عمه: الشيخ ابن الطيب البوشيخي البكري مفجر ثورة أولاد سيدي الشيخ فشب في أجوائها واصطلى بنارها، وظهرت عليه منذ بداية شبابه علامات الزعامة والشجاعة والذكاء وحب المغامرة [2] تزعم أول المعارك التي نشبت بين المقاومين واتباع الاحتلال الفرنسي في1864.12.04م [3]، وبعد هذه المعركة كون جيشا لحسابه الخاص، وعندما اندلعت مقاومة أولاد سيدي الشيخ الشراقة، استطاع أن يتحد مع زعيمهم أحمد بن حمزة إلا أن الخلاف دب بينهما فافترقا، ودخلت مخابرات الاحتلال الفرنسي على الخط فأغرته بمنصب قائد على قبائل الجنوب الغربي الجزائري فرضخ واصبح ممن قبلوا الامر الواقع وذلك في1867.12.16م  وشارك في عدة معارك شنها الاحتلال الفرنسي ضذ المقاومين، إلا أنه لم يلبث أن اكتشف عنصرية القادة الفرنسيين وعنجهيتهم ووصل اختلافه معهم أن عزلوه وضربوا عليه الإقامة الجبرية، إلا أنه استغفلهم وفر راجعا إلى شرق المغرب بأهله معلنا انضمامه إلى المقاومة في 1873.04.12م وبعدما أعاد ربط العلاقة وتوثيقها مع زعماءالمقاومة، احتضنته القبائل الثائرة لما تعرف عنه من مقومات الزعامة والتخطيط والتنفيذ، ولم يلبث أن وقع بأتباعه كالصاعقة على قوات الاحتلال في الشريعة جنوب البيضفي 1874.0311م حيث خرج من المعركة جريحا واستشهد ابن عمه معمر بن الشيخ. بعد هذه الأحداث توجهت السلطات الفرنسية إلى سلطان المغرب إذاك مولاي الحسن الأول بن محمد، متذرعة بحسن الجوار الذي لا ينغصه إلا هؤلاء الخارجون عن القانون أي المقاومين للوجود الفرنسي، والمدافعون عن الحدود المغربية طالبة من السلطان إيجاد حل ليستتب الأمن على الحدود، وهكذا بعد أخذ ورد تقرر الإتفاق على إبعاد أولاد سيدي الشيخ عن الحدود لإنهم كانوا يمثلون رأس الحربة في مقاومة القبائل الحدودية للاحتلال الفرنسي، وطلب السلطان الحسن الأول من شيخ الزاوية الوزانية التوسط لقبول أولاد سيدي الشيخ بالرحيل عن الحدود، وعرض عليهم السلطان الحسن الأول أن يقتطع لهم أرضا بنواحي فاس وأن يعطيهم تعويضا عينيا حتى يتمكنوا من العيش الكريم بجواره.
```
كان أعيان أولاد سيدي الشيخ الغرابة من أتباع الزاوية الوزانية، منذ أن أخذ زعيمهم الشيخ بن الطيب عن سيدي الحاج العربي بن أحمد الذي تصدر مشيخة الطريقة الوزانية بين 1811-1850م والذي كان يعد من شيوخها المجددين، وبعده تولى ابنه سيدي عبد السلام بن العربي أمر الطريقة الوزانية التي كانت تعرف إشعاعا غطى بلدان المغرب العربي وما وراءها.
```

قَدِمَ مولاي عبد السلام بن العربي شيخ الزاوية الوزانية إلى عين بني مطهر في
1876.02.17م وسَلـَّمَ لسليمان بن قدور البوشيخي رسالة من السلطان الحسن الأول ورسالة من الوالي العام الفرنسي بالجزائر الجنرال شانزي Alfred Chanzy وكلتا الرسالتين تحثان المعني بالأمر بقبول العرض التي يتمثل في وقف المقاومة والقبول بالرحيل ألى داخل المغرب والاستقرار به مقابل تعويضات وأراضي فلاحية، وكان السلطان يرمي بذلك إلى سد الذريعة تجاه الفرنسيين الذين كانوا يتحينون الفرص للانقضاض على المغرب واحتلاله، وهم يدعون ابتغاء حسن الجوار.
```
استقر سليمان بن قدور بادئ الأمر بفاس، حيث التحق بالحاشية الملكية، وزوجه السلطان بإحدى بنات نبلاء فاس، واعطاه دارا تليق بمكانته، واختاره السلطان ليكون من مستشاريه نظرا للمكانة المرموقة التي كان يحضى بها عند السلطات الفرنسية، فقد كان يشغل منصب آغا البيَّض وقبائل حميان؛ و7كان على اطلاع واسع بالشان الفرنسي وسياساته تجاه المغرب، كما أنه خاض معارك كثيرة ولديه تجربة في الميدان العسكري ممارسة وتخطيطا، ولذلك رشحه السلطان ليقلده مهمة قيادة الجيش المغربي إلا أن معارضة سفير فرنسا بطنجة حالت دون ذلك 
```

بقي سليمان بن قدور خمس سنوات بفاس أصبح فيها شخصية مرموقة لها قدرها بين شخصيات
القصر الملكي، وتعرف على علماء وشرفاء فاس، وعلى سفراء الدول الاروبية المعتمدة بفاس وطنجة، والتقى بأعيان وزعماء القبائل المغربية التي كانت تتوافد على البلاط العلوي لتجديد البيعة، أو الاستشارة أو الاستئذان في أمور دينها ودنياها.
```
ثم استقر رأي المخزن على ترحيل اولاد سيدي الشيخ إلى 
السويهلة
 ناحية 
مراكش
،
```

لقطعهم عن محاولة العودة إلى الحدود المغربية الجزائرية، فكان سليمان بن قدور دائم التنقل بين فاس حيث عين له السلطان مقرا، وبين «السويهلة» لتفقد احوال ذويه، ومراعات شؤونهم.إلا أن سليمان بن قدور واتياعه لمسوا أن المخزن تخلى عنهم وهمشهم وماطلهم فيما وعدهم به كما ان المعني بالأمر وجد نفسه بدون مهمة رسمية، في شبه إقامة جبرية لا يتحرك إلا بإذن في محيط يمسي ويصبح على المناورات والدسائس، فتحين سليمان بن قدور غفلة المخزن وفر راجعا إلى الحدود المغربية الجزائرية في 1881.06.12م مما أثار غضب السلطان الحسن الأول، وغضب السلطات الفرنسية التي رأت في عودته فشل لمخططها وعودة إلى المقاومة وإثارة المشاكل.
وما كاد أن يستقر حتى أوقع بالاحتلال الفرنسي هزيمة نكراء في معركة «عنق الجمل» يوم
1881.11.17م قتل فيها 19 من اتباع الفرنسيين وجرح 9 وعاد سليمان بن قدور بغنائم من المواشي والأسلاب التي قدرت بـما يوازي 4 ملايين دولار بقيمة العملة في عصرنا.
كان بين عودته إلى الحدود الشرقية في شهر يونيو 1881م وأول هجوم على المصالح الفرنسية في نوفمبر 1881م خمسة أشهر، ومما يدل على سمو شخصيته، و«الكاريزما» القوية التي كان يتمتع بها والمكانة الشعبية التي كان يحضى بها بين قبائل الجنوب الشرقي أنه في هذه المدة الوجيزة استطاع تكوين قبيلة ذات شوكة مهابة، وتنطيم جيش ارهب به القوات الفرنسية، وبخر به أحلام الساسة الفرنسيين. 

## استشهاده
أثارت هذه المعركة حفيظة السلطان والسلطات الفرنسية اللذان اعتبرا هذه الواقعة تحد صارخ لهما وهكذا اتفقا على التخلص من سليمان بن قدور بكل الوسائل، فدبرت له مؤامرة اغتيال حيث استدرج إلى مأدبة غذاء عند قبيلة أيت بوشاون بناحيةتالسينت بالجنوب المغربي، قدم في اثني عشر فارسا من خيرة أصحابه، وعندما كانوا يتناولون الغذاء أطلقت عليهم النار فقتل هو وثلاثة من أصحابه وفر الباقون وذلك يوم الأحد 19 أغسطس 1883.